# Piazza Italia (Tirana)
La Piazza Italia (in albanese: Sheshi Italia) è una delle piazze principali di Tirana, in Albania. 
Si trova alla fine del Boulevard Dëshmorët e Kombit, ad est della Piazza Madre Teresa e vi si affacciano il rettorato dell'Università di Tirana, il Parku i Madh e l'Hotel Sheraton, uno dei due hotel a cinque stelle della capitale; inoltre, nelle vicinanze si può scorgere lo stadio Qemal Stafa.
Le strade adiacenti, a parte la Piazza Madre Teresa a sud-ovest, sono l'asse nord-sud Rruga Papa Gjon Pali II a nord-est, il collegamento est-ovest Rruga Dervish Hima, e il Rruga Skerdilajd Llagami a sud-est, che attraversa il parco. Poiché i lati occidentale e orientale del parco sul lato nord convergono sul lato dello stadio, la piazza sul lato nord-ovest non è collegata ad altre strade.